# Олімпійський комітет Польщі
Національний олімпійський комітет Польщі (пол. Polski Komitet Olimpijski) (офіційний акронім PKOl) — загальнонаціональна асоціація профспілок та організацій, із штаб-квартирою в Варшаві, в першу чергу, пов'язана з організацією участі національної збірної Польщі в Олімпійських іграх, а також популяризації олімпійської ідеї, популяризації спорту та представлення польського спорту в міжнародних організаціях, включаючи Міжнародний олімпійський комітет.

## Історія
Польський олімпійський комітет був утворений 12 жовтня 1919 - під час з'їзду конгресу, пов'язаного з конференцією з легкої атлетики та лижного спорту в конференц-залі Франзузького готелю в Кракові (одна і та ж група людей заснувала Польську асоціацію з легкої атлетики) - як Польський комітет Олімпійських ігор (до 1924 року він носив таке ім'я). Президент був обраний князем, ним став Стефан Любомирський, а протекторат був прийнятий главою держави Юзефом Пілсудським. Перше завдання Комітету полягало в тому, щоб організувати виступ національної збірної на Олімпійських іграх в Антверпені в 1920 році, проте це перешкоджало просуванню польсько-радянській війні (1920). Отже, дебютні ігри, в яких взяли участь польські спортсмени - це були зимові Олімпійські ігри 1924 в Шамоні (команда з 8 чоловік) та літні Олімпійські ігри 1924 в Парижі, де польська команда здобула дві медалі: срібну у велоспорті і бронзову у кінному спорті. Першу золоту медаль для Польщі завоювала Галіна Конопацька у метанні диска на Олімпійських іграх 1928 в Амстердамі.
27 травня 2004 року введено в експлуатацію будівлю Олімпійського центру, в якій знаходяться Музей спорту, Олімпійський центр освіти, Польський олімпійський фонд, Фонд олімпійського освітнього центру, Олімпійський клуб та Конференц-центр. Це нова штаб-квартира PKOl.

## Діяльність
До 10 квітня 2010 року президентом PKOl був Пйотр Ян Нуровський (обраний на цю посаду на з'їзді в лютому 2005 року, який замінив Станіслава Стефана Пащіка, критикованого за невдалі виступи збірної Польщі на Олімпійських іграх 2004), генеральний директор Каєтан Бронєвський, і генеральний секретар Адам Кржешинський. Польський олімпійський комітет об'єднує польські спортивні асоціації окремих дисциплін та інші спортивні організації, в тому числі колишніх та нинішніх спортсменів, спортивні активи та волонтерів. Окрім заходів у сфері підготовки олімпійських ігор, комітет також проводить освітню діяльність в Олімпійському освітньому центрі, який є частиною Олімпійського центру.

## Президенти
- Стефан Любомирський (1919—1921)
- Кажимєж Любомирський (1921—1929)
- Кажимєж Глабіш (1929—1945)
- Альфред Лот (1946—1952)
- Влодзімеж Речек (1952—1973)
- Болеслав Капітан (1973—1978)
- Мар'ян Ренке (1978—1986)
- Болеслав Капітан (1986—1988)
- Александр Квасневський (1988—1991)
- Анджей Шалевіч (1991—1997)
- Станіслав Стефан Пащик (1997—2005)
- Пйотр Ян Нуровський (2005—2010)
- Анджей Крашніцький (2010—2023)
- Радослав Песевич (з 2023)

## Управління
Президент: Радослав Песевич

Віцепрезидент: Мєчислав Новіцький

Віцепрезидент: Ришард Стаднюк

Віцепрезидент: Аполонюш Тайнер